# Macizo del Gran Paradiso
El Macizo del Gran Paradiso (en italiano, Massiccio del Gran Paradiso; en francés, Massif du Grand-Paradis), es el grupo montañoso formado por el Gran Paradiso (fr. Grand Paradis) y una parte amplia de los Alpes del Gran Paradiso en los Alpes Grayos.
El macizo se encuentra al este de los Alpes de la Grande Sassière y del Rutor y como tal está por completo en territorio italiano.

## Geografía

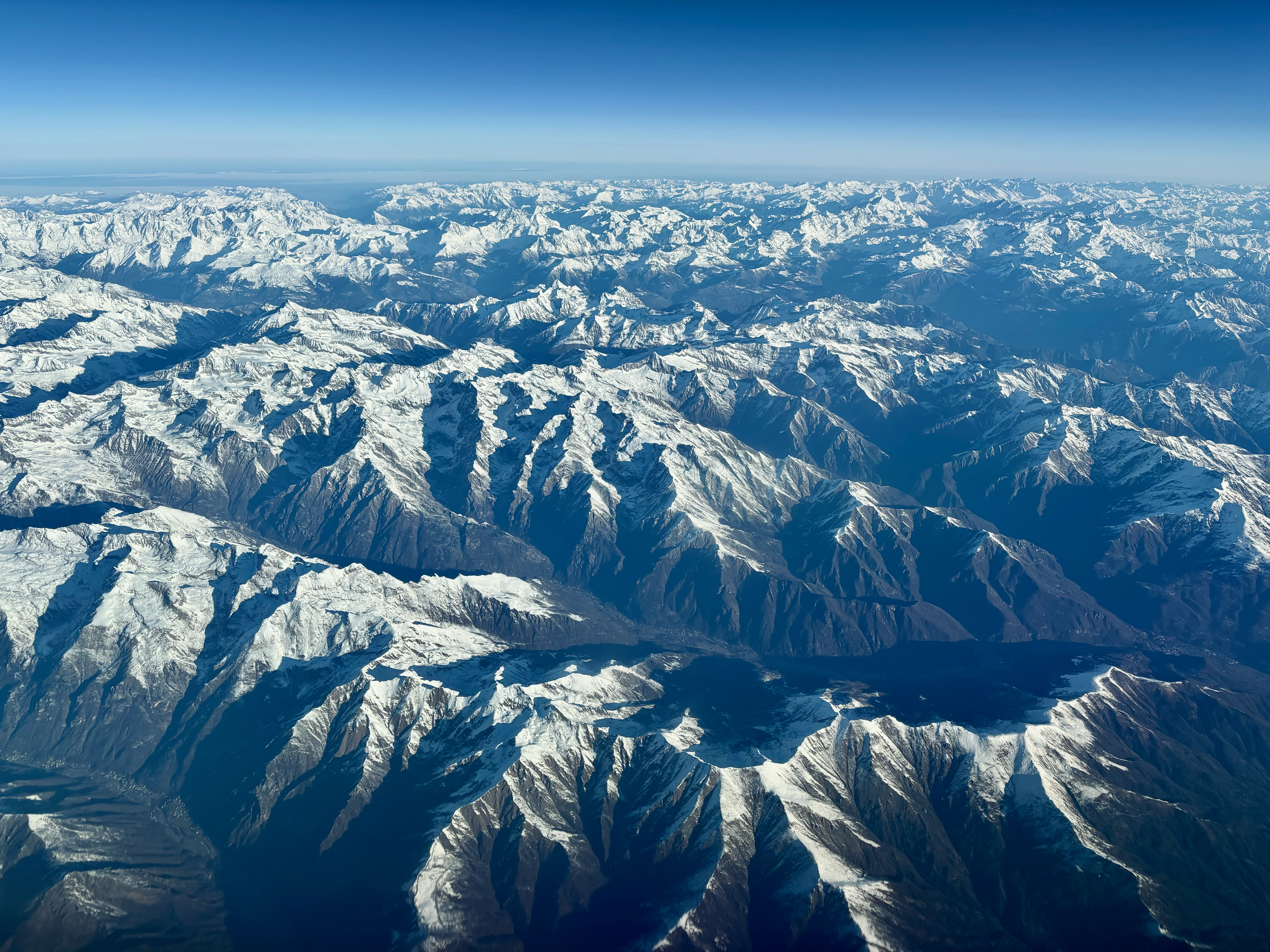
El macizo del Gran Paradiso.

El macizo del Gran Paradiso es el único macizo montañoso que alcanza más de 4.000 m s. n. m. enteramente en territorio italiano. De sus contrafuertes parten circo valles (Valle de Cogne, Valsavarenche, Valle de Rhêmes, Valle del Orco y Val Soana).
La franja que va desde los 3.000 a los 4.000 metros está cubierta por blancos glaciares, el más grande en el Valle de Aosta. Se trata de glaciares perpetuos, a pesar de haberse formado de manera relativamente reciente, durante la pequeña edad de hielo del siglo XVII.
Del Gran Paradiso, el pico más alto (4.061 m.), parte de la cordillera que divide el Valle de Cogne del Valsavarenche, que, descendiendo hacia Aymavilles, se eleva en las dos cimas del Herbetet (3.778 m.) y la Grivola (3969 m.). 
Por el lado de Piamonte se elevan al cielo, el Ciarforon (3.642 m.), el Tresenta (3.609 m.) y la Becca di Monciair (3544 m.). Estas montañas son fácilmente identificables por un ojo entrenado, incluso desde la llanura de Turín. Ciarforon es uno de los picos más notables de los Alpes: sobre la vertiente de Aosta está cubierto por una capa de hielo enorme, desde el Piamonte aparece como una montaña desnuda con una forma trapezoidal.

## El parque

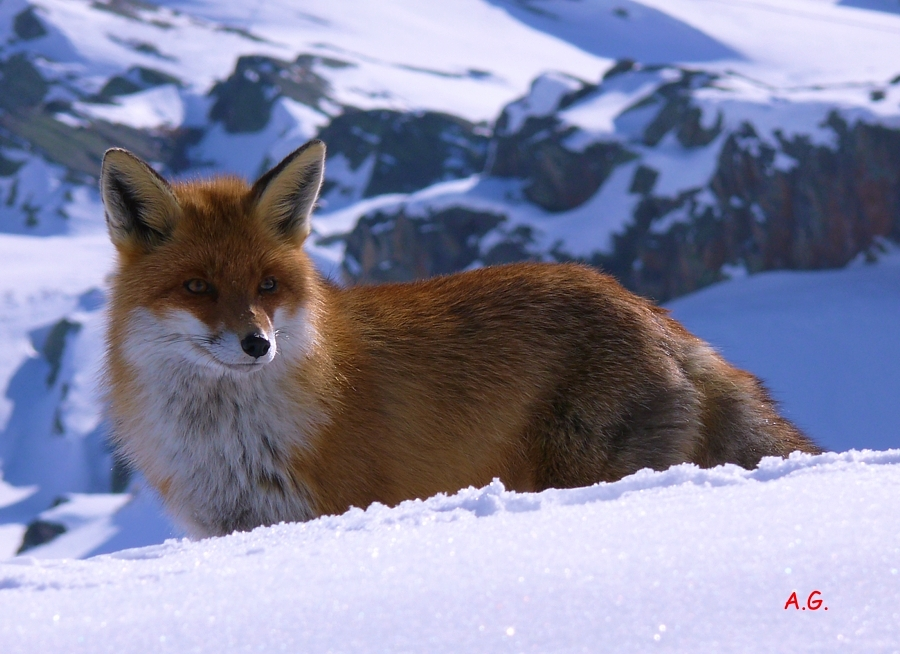
Zorro captado en las cercanías de la Croce del Arolley

El macizo se convirtió en el siglo XIX en coto de caza para los gobernantes de Casa de Saboya. En particular, Víctor Manuel II constituyó la reserva de caza real del Gran Paradiso. A partir de esta reserva de caza nació en 1922 el Parque nacional del Gran Paraíso. El macizo, por lo tanto, está comprendido en gran parte dentro del propio parque.

## Subdivisión

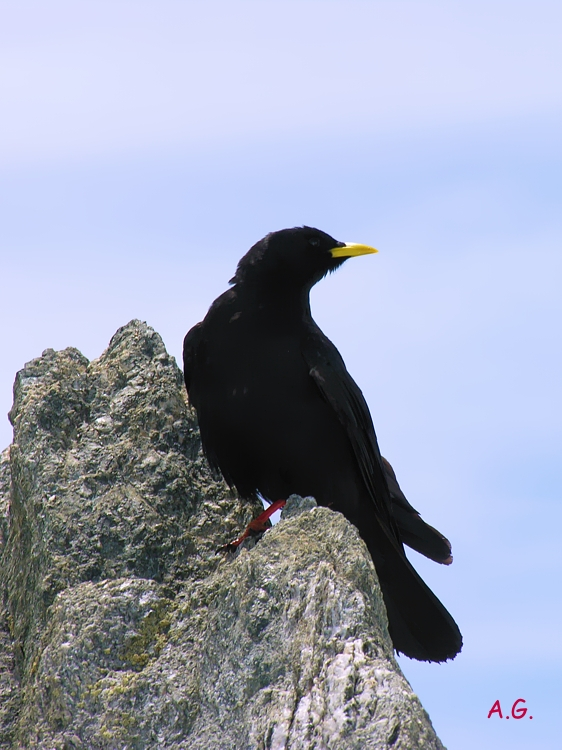
Chova.

Según la definición de la SOIUSA el macizo del Gran Paradiso es un supergrupo alpino con la siguiente clasificación:
- Gran parte = Alpes occidentales
- Gran sector = Alpes del noroeste
- Sección = Alpes Grayos
- Subsección = Alpes del Gran Paradiso
- Supergrupo = Macizo del Gran Paradiso
- Código = I/B-7.IV-A

Según la SOIUSA el macizo se subdivide en cuatro grupos y 8 subgrupos:
- Grupo Ciarforon-Punta Fourà (A.1)
  - Nudo de Punta Fourà (A.1.a)
  - Nudo del Ciarforon (A.1.b)
- Grupo Gran Paradiso-Roccia Viva (A.2)
  - Subgrupo del Gran Paradiso (A.2.a)
  - Subgrupo Roccia Viva-Apostoli (A.2.b)
- Grupo Grivola-Gran Serra (A.3)
  - Nudo de la Gran Serra (A.3.a)
  - Macizo de la Grivola (A.3.b)
- Grupo Sengie-Chardonney (A.4)
  - Nudo de las Sengie (A.4.a)
  - Nudo del Chardonney (A.4.b)

## Cimas principales
- Gran Paradiso - 4.061 m
- El Roc - 4.026 m
- Grivola - 3.969 m
- Piccolo Paradiso - 3.926 m
- Cresta Gastaldi - 3.894 m
- Becca di Moncorvé - 3.875 m
- Becca di Montandayné - 3.838 m

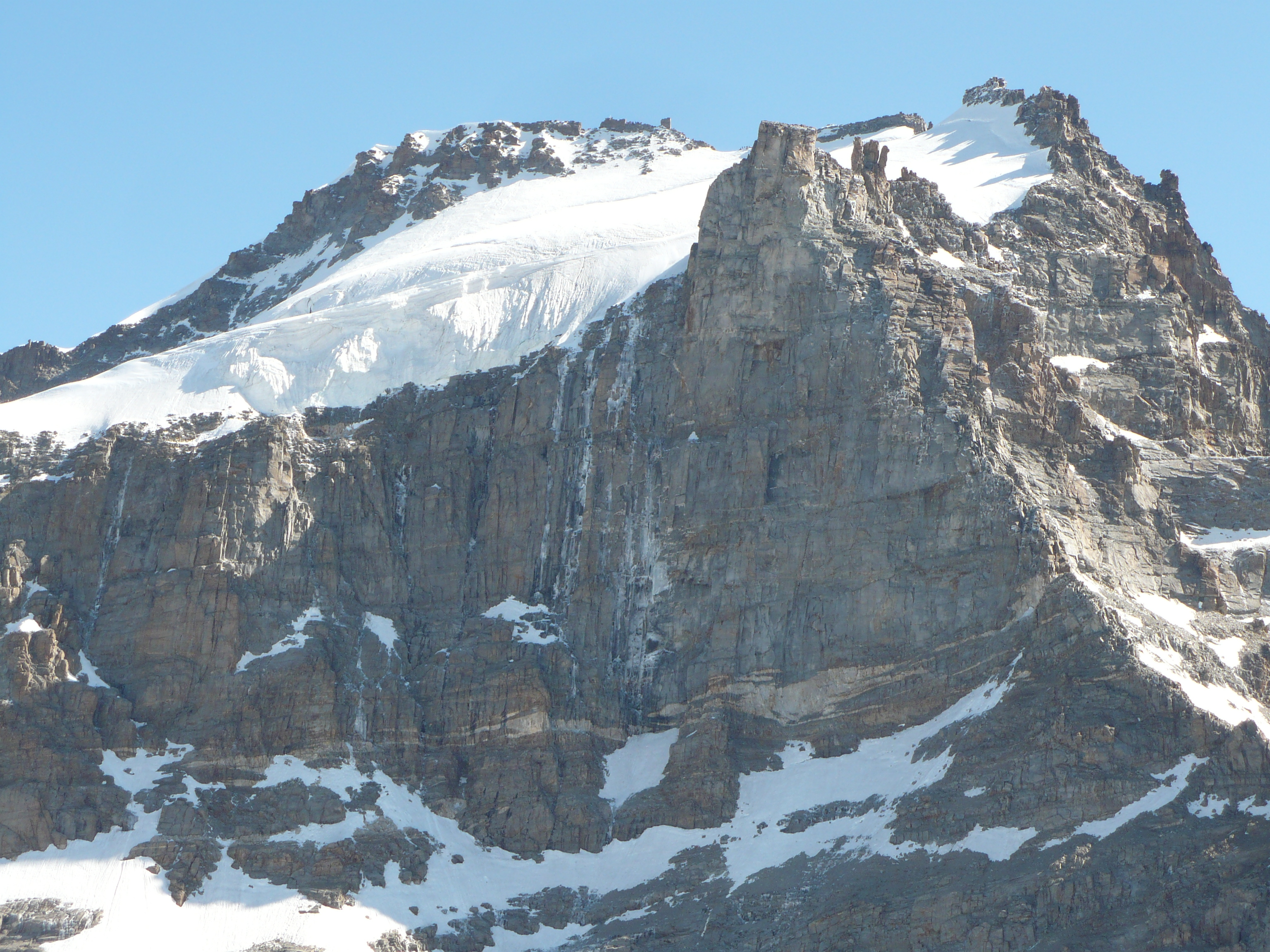
La cima del Gran Paradiso (a la izquierda); el Roc (a la derecha) y la Becca di Moncorvè (en primer plano) vistos desde el sur.

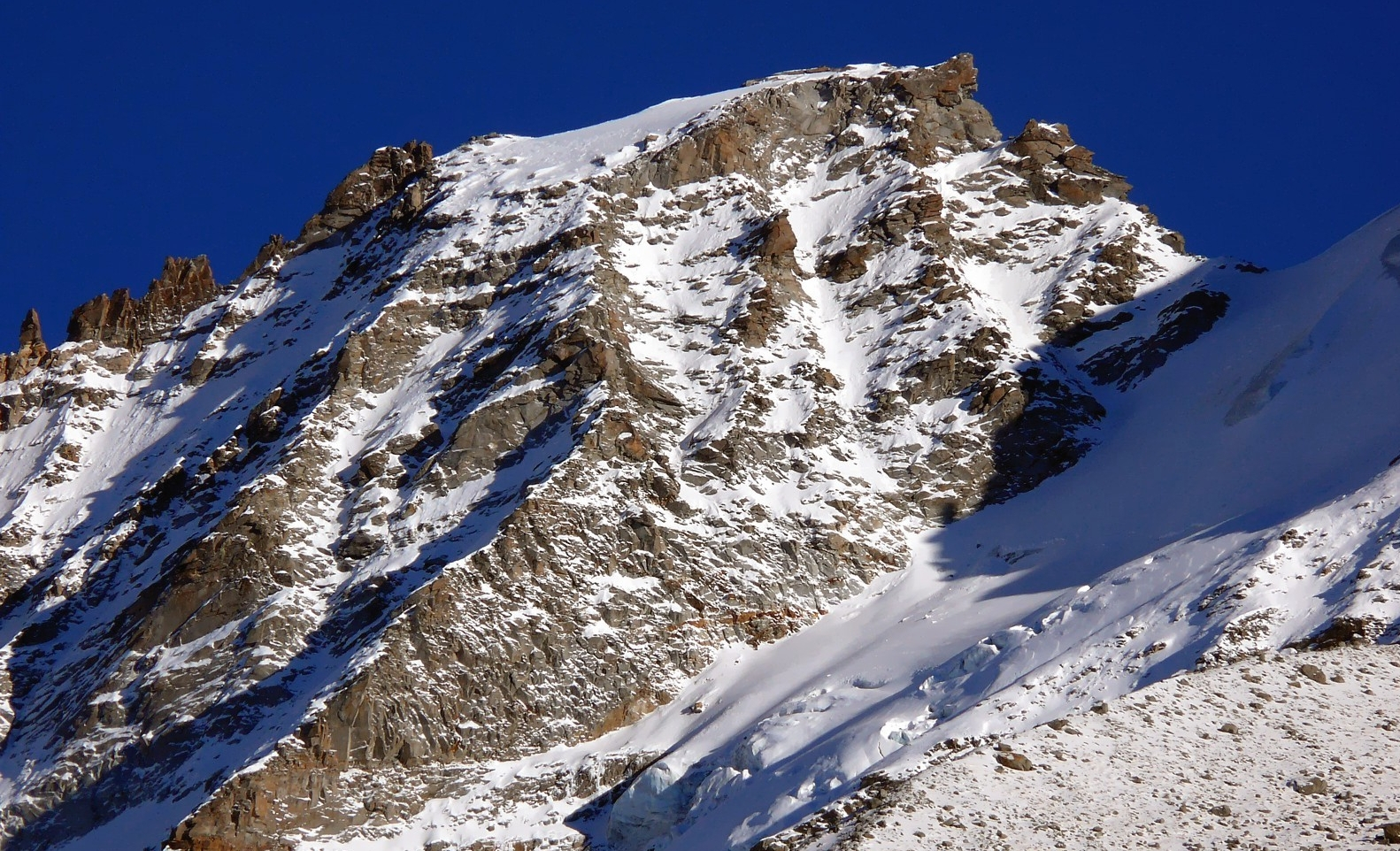
La vertiente oeste de la Becca di Montandayné.

- Punta Bianca della Grivola - 3.793 m
- Herbetet - 3.778 m
- Punta di Ceresole - 3.777 m
- Torre del Gran San Pietro (fr. Tour du Grand-Saint-Pierre) - 3.692 m
- Punta Nera - 3.683 m
- Punta Budden - 3.683 m
- Torre di Sant'Andrea (fr. Tour de Saint-André) - 3.651 m
- Roccia Viva - 3.650 m
- Testa della Tribolazione - 3.642 m
- El Ciarforon - 3.642 m
- Punta Rossa della Grivola - 3.630 m
- Becca di Gay - 3.621 m
- Torre di Sant'Orso (fr. Tour de Saint-Ours) - 3.618 m
- La Tresenta - 3.609 m
- Becco della Pazienza - 3.606 m
- Punte Patrì - 3.581 m
- Testa di Valnontey (fr. Tête de Valnontey) - 3.562 m
- Gran Serra - 3.552 m
- Becca di Monciair - 3.544 m
- Becca di Noaschetta - 3.525 m
- La Grivoletta - 3.514 m
- Punta Ondezana - 3.492 m
- Grand Crou - 3.487
- Grand Nomenon - 3.477 m
- Denti del Broglio - 3.454 m
- Punta di Leviona - 3.420 m
- Punta Fourà - 3.411 m
- Punta delle Sengie - 3.408 m
- Punta Scatiglion - 3.407 m
- Becco di Valsoera - 3.369 m
- Becchi della Tribolazione - 3.360 m
- Cima di Valeille - 3.357 m
- Punta Basei - 3.338 m
- Grande Uia di Chardonney - 3.325 m
- Monveso di Forzo - 3.322 m
- Punta Lavina - 3.308 m
- Monte Colombo - 2.848 m

## Glaciares principales

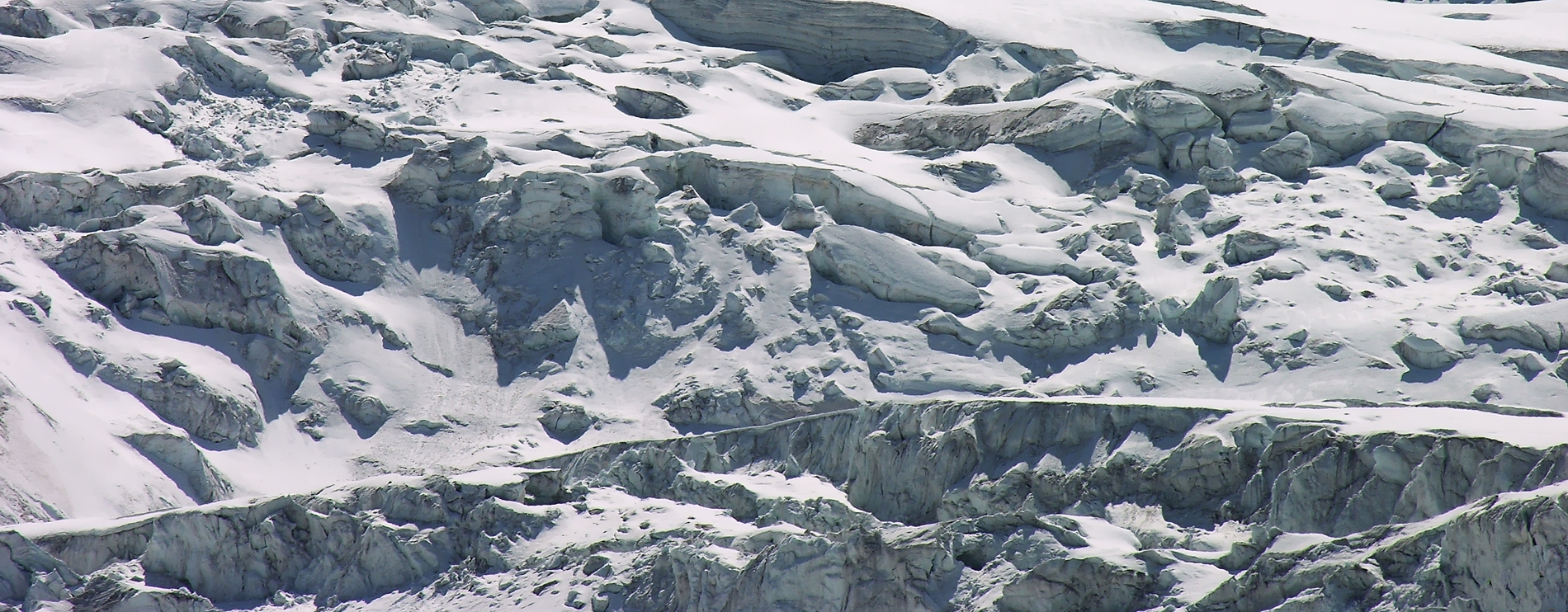
Serac del glaciar de la Tribolazione.

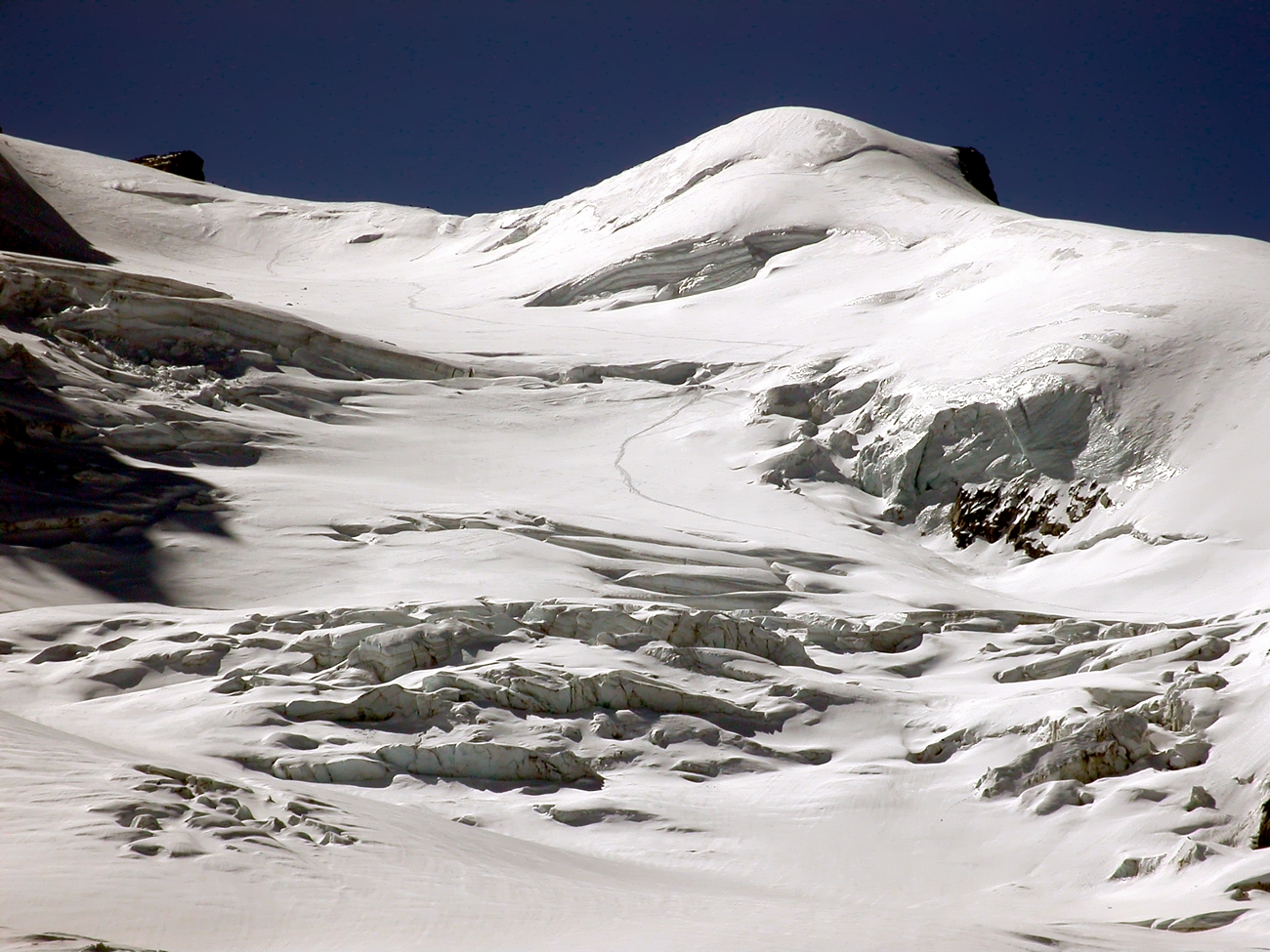
El glaciar del Laveciau.

Los glaciares principales se encuentran todos en la vertiente noroeste (Valle de Aosta) del macizo:
- Glaciar de la Tribolazione
- Glaciar del Trajo
- Glaciar del Nomenon
- Glaciar del Tuf
- Glaciar del Loson
- Glaciar de Gran Valle
- Glaciar del Tzasset
- Glaciar del Grand Crou
- Glaciar del Money
- Glaciar del Coupé de Money
- Glaciar de Patrì
- Glaciar de Valletta
- Glaciar de Valeille
- Glaciar de las Sengie
- Glaciar de la Arolla
- Glaciar del Laveciau
- Glaciar de Moncorvé
- Glaciar de Grand Neyron
- Glaciar de Montandayné
- Glaciar de Monciair
- Glaciar del Timorion

## Pasos de montaña

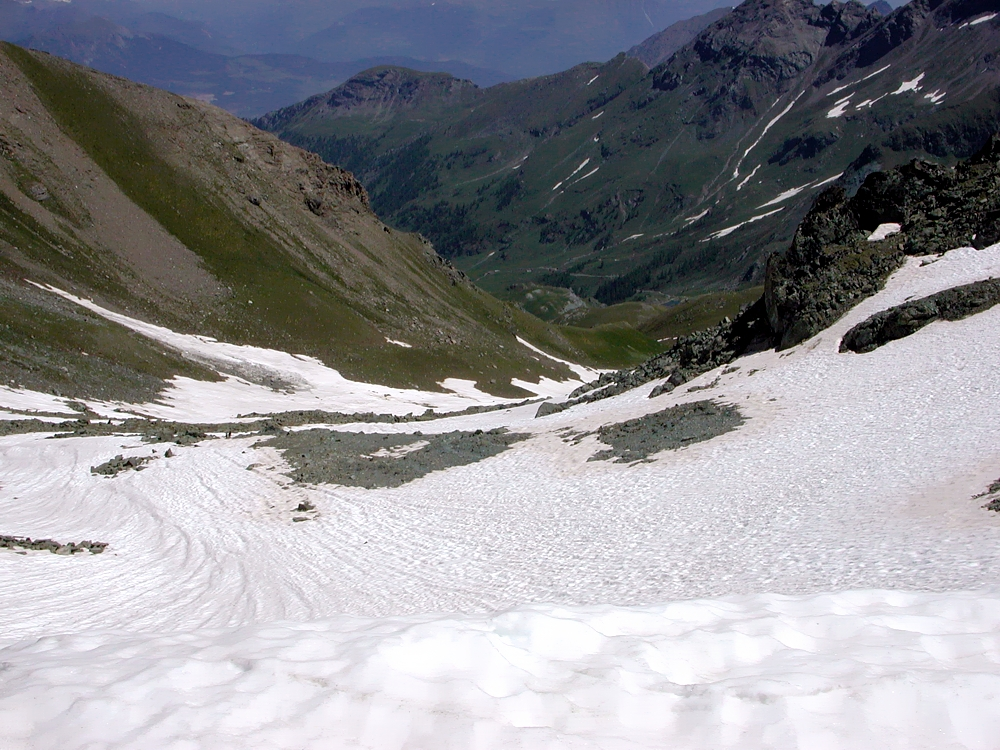
Vista desde el Paso de Saint-Marcel.

Los pasos de montaña principales que unen los diversos valles que se ramifican desde el macizo son:
- Paso del Drinc (2555 m) de Épinel a Pila
- Paso Tzasetze (2820 m) de Épinel a Pila
- Paso de Saint-Marcel (2916 m) del valle de Cogne (valle del Grauson) a Saint-Marcel
- Paso de Invergneux (2905 m) de Lillaz a Saint-Marcel
- Paso de Fénis (2831 m) de Lillaz a Fénis
- Paso Pontonnet (2897 m) de Lillaz a Fénis
- Fenêtre de Champorcher (2826 m) de Lillaz a Champorcher
- Paso de la Arietta (2939 m) de Lillaz a Campiglia Soana
- Paso de Bardoney (2833 m) de Cogne a Forzo
- Paso del Teleccio (3304 m) de la Valeille a Piantonetto
- Paso de las Sengie (3200 m) de la Valeille a Forzo
- Paso del Money (3443 m) de Valnontey a Locana
- Paso de la Luna (3542 m) de Valnontey a Noasca
- Paso del Lauson (3296 m) de Valnontey a Valsavarenche
- Paso de las Rayes Noires (3441 m) de Valnontey a Valsavarenche
- Paso de la Grivola (3738 m) de Épinel (Cogne) a Valsavarenche.

## Principales primeras ascensiones en el macizo del Gran Paradiso

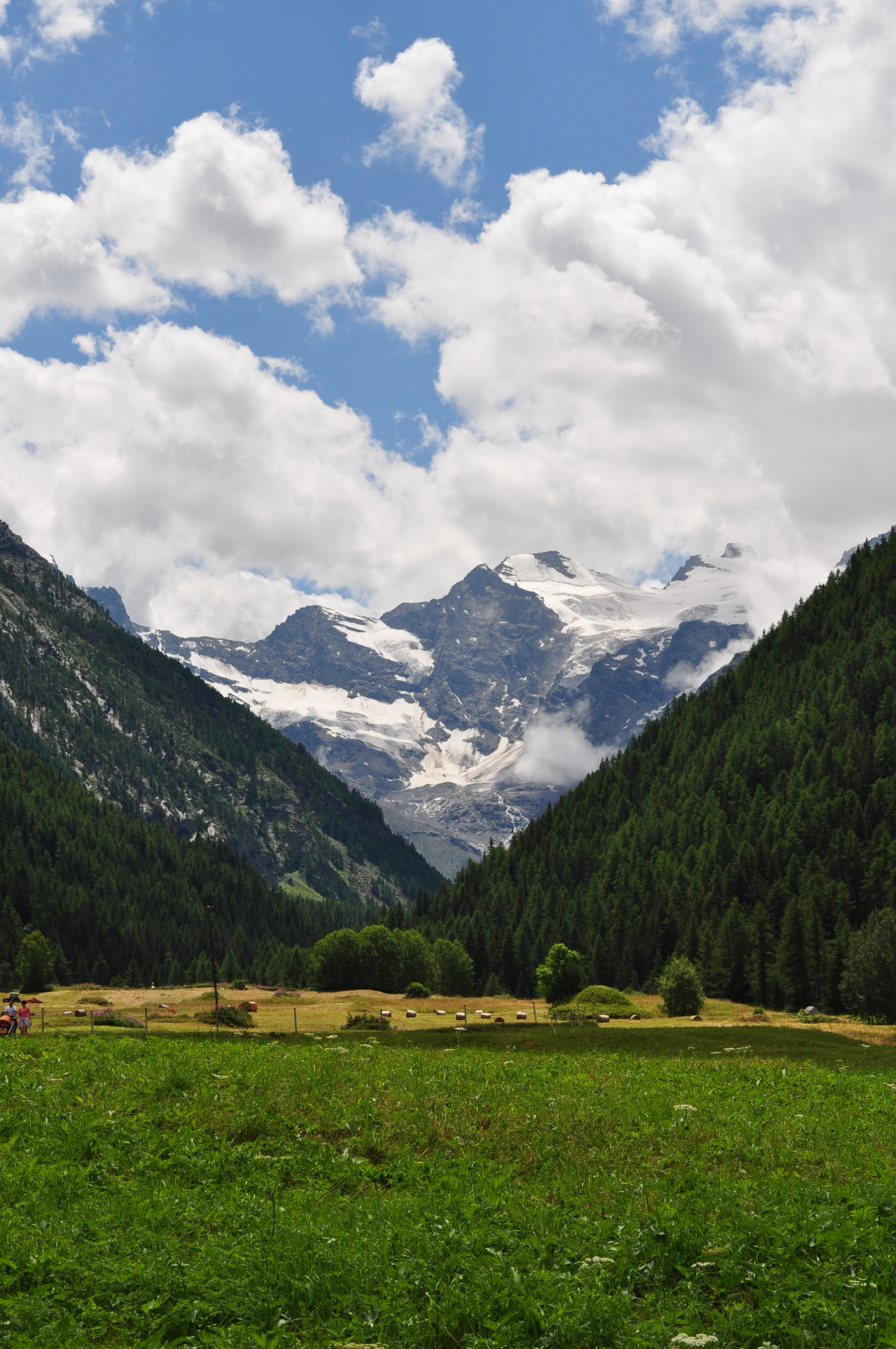
El Gran Paradiso visto desde Cogne.

- 1859, - Grivola: J.Ormsby, R.Bruce, F. Dayné, Z.Cachaz y J.Tairraz.
- 1860, - Gran Paradiso: J.J.Cowell, W.Dundas, M.Payot, Ormsby y J.Tairraz.
- 1871, - Ciarforon: F.Vallino y A.Blanchetti.
- 1873, - Herbetet: L.Baralle, A. y G.Castagneri.
- 1875, - Becca di Montandayné: L.Vaccarone, A.Gramaglia Ricchiardi, A y D.Castagneri.
- 1885, - Becca di Moncorvé: L.Vaccarone.
- 1902, - Pared norte del Ciarforon: E.Allegra, U.Sandrinelli y P. Dayné.
- 1913, - Pared norte de la Roccia Viva: F.Pergameni y E.Stagno.
- 1926, - Pared noreste de la Grivola: L.Binel y A. Crétier.
- 1930, - Pared noroeste del Gran Paradiso: R.Chabod, A. Crétier y L.Bon.
- 1936, - Pared noroeste de la Grivola: L.Binel, A.Deffeyes, L.Carrel y R.Chabod.
- 1939, - Directa de la pared norte del Ciarforon: G. e E.Chiara y E.Catinelli.
- 1939, - Pared sudoeste de la Becca di Moncorvé: M.Borgarello, A.De Monte y L.Notdurfter.
- 1951, - Pared sudeste del Becco Meridionale della Tribolazione: A.Garzini, F.Graziano y P.Malvassora.
- 1955, - Espolón central del Becco di Valsoera: L.Leonessa y B.Tron.
- 1960, - Esquina sudoeste del Becco di Valsoera: E.Cavallieri, A.Mellano y R.Perego.
- 1969, - Invernal vía de la Torre Staccata al Becco di Valsoera: G.Altavilla, G.C.Grassi, V.Manera y A.Re.
- 1971, - Directa a la pared sur de la Becca di Moncorvé: G.Bonetti, N.Gasser y F.Lorenzi.
- 1974, - Pared sur de la Punta Marco: R.Bianco y U.Manera.
- 1974, - Invernal pared sur de la Becca di Moncorvé: R.Bianco, M.Cappellozza, U.Manera y C.Santunione.

## Turismo

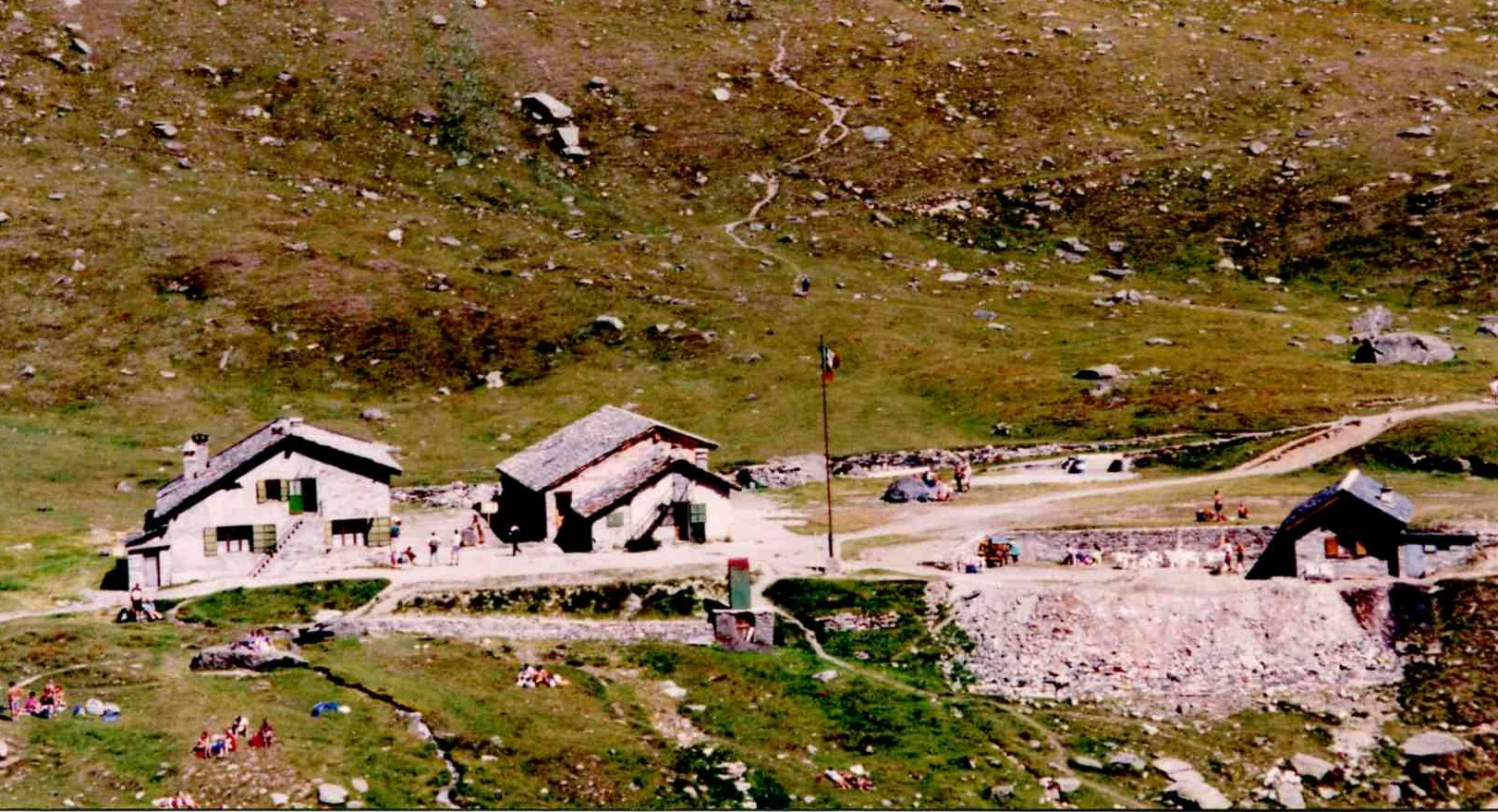
El refugio Vittorio Sella - Cogne

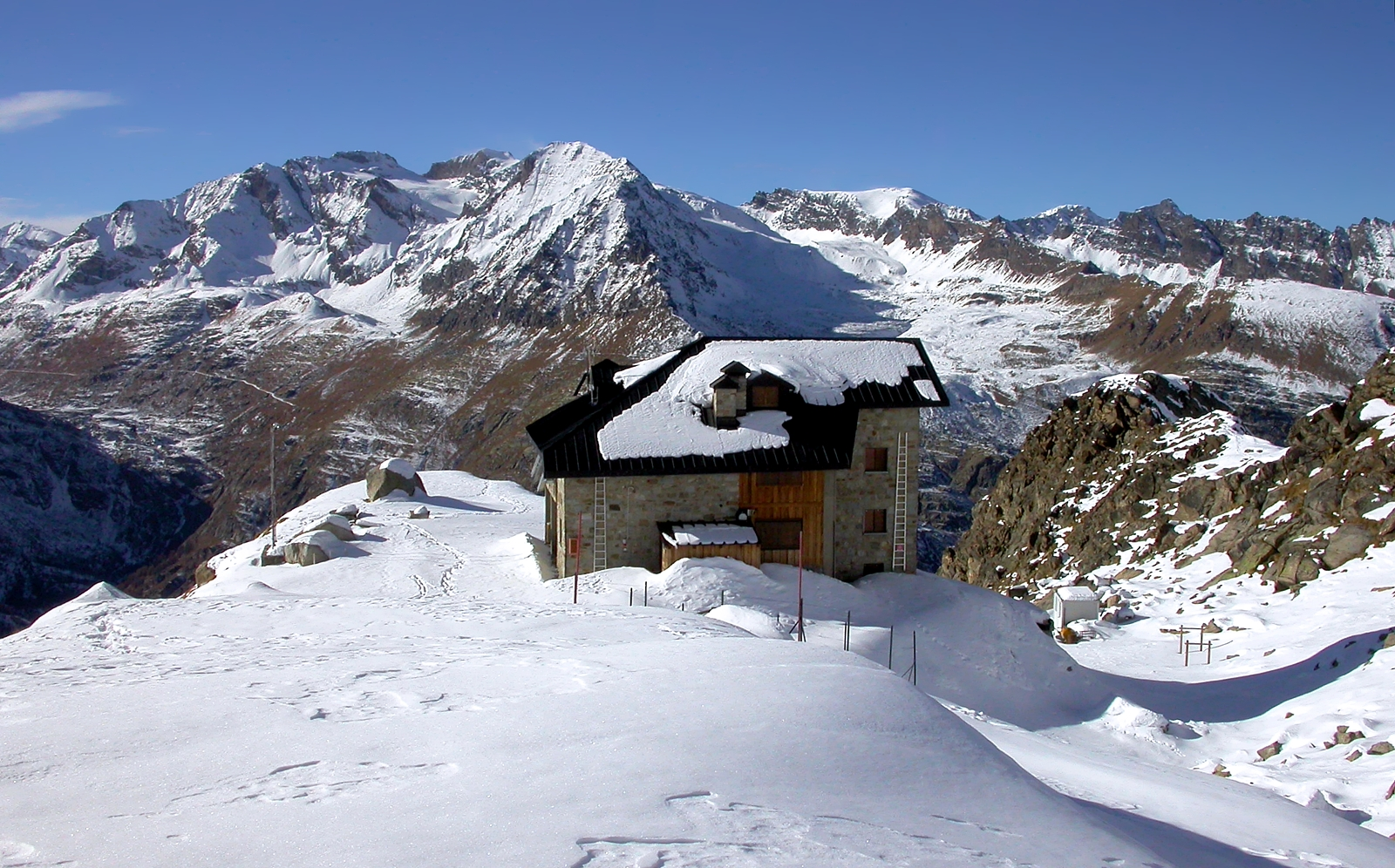
El refugio Federico Chabod - Valsavarenche

Para favorecer la ascensión a los montes del macizo y el excursionismo de alta montaña el macizo está dotado por algunos refugios:
- Refugio Vittorio Emanuele II - 2.732 m
- Refugio Federico Chabod - 2.750 m
- Refugio città di Chivasso - 2.604 m
- Refugio Vittorio Sella - Valnontey 2.584 m
- Refugio Sogno di Berdzé al Péradzà - Vallone dell'Urtier 2.526 m
- Refugio Pontese - 2.217 m

El macizo está atravesado por la Alta via della Val d'Aosta n.2.